# Sphecodes fimbriatus
Sphecodes fimbriatus är en biart som beskrevs av Blüthgen 1928. Sphecodes fimbriatus ingår i släktet blodbin, och familjen vägbin. Inga underarter finns listade i Catalogue of Life.